# Övre Hälltjärnen
Övre Hälltjärnen är en sjö i Bollnäs kommun i Hälsingland och ingår i Testeboåns huvudavrinningsområde. Sjön är 13,8 meter djup, har en yta på 0,0691 kvadratkilometer och befinner sig 312 meter över havet.

## Delavrinningsområde
Övre Hälltjärnen ingår i det delavrinningsområde (676953-151436) som SMHI kallar för Mynnar i Stenån. Medelhöjden är 329 meter över havet och ytan är 1,08 kvadratkilometer. Det finns inga avrinningsområden uppströms utan avrinningsområdet är högsta punkten. Vattendraget som avvattnar avrinningsområdet har biflödesordning 4, vilket innebär att vattnet flödar genom totalt 4 vattendrag innan det når havet efter 98 kilometer. Avrinningsområdet består mestadels av skog (92 procent). Avrinningsområdet har 0,07 kvadratkilometer vattenytor vilket ger det en sjöprocent på 6,9 procent.